# 1. FC Eschborn
1. FC Eschborn was een Duitse voetbalclub uit Eschborn.
De club werd in 1930 opgericht als Turnverein Eschborn. Na de Tweede Wereldoorlog werd de club heropgericht en in 1950 werd de voetbalafdeling onder de huidige naam een zelfstandige club. 
1. FC Eschborn speelde lange tijd op laag amateurniveau. Pas begin deze eeuw maakte de club een opmars en bereikte vanaf de Landesliga Hessen-Mitte (vijfde niveau) tweemaal (2003/04 en 2005/06) de Regionalliga Süd (derde niveau). In 2013 degradeerde de club uit de Regionalliga Südwest. In 2016 eindigde de club op een zesde plaats in de Oberliga Hessen, maar moest in mei 2016 het faillissement aanvragen. Er werd een opvolger opgericht, SC Echsborn 2016. 

## Erelijst
- Oberliga Hessen/ Hessenliga: 2003, 2005, 2012